# Konstantin Odegov
Konstantin Odegov (russisk: Константин Владимирович Одегов) (født 21. juli 1959 i Omsk i Sovjetunionen) er en russisk filminstruktør.

## Filmografi
- Nasledniki (Наследники, 2008)[2][3]